# Swiss Basketball League
Swiss Basketball League is de hoogste basketbalcompetitie in Zwitserland. De competitie was voor 2016 bekend als Ligue Nationale A.

## Geschiedenis
De competitie werd voor het eerst georganiseerd in 1931. Voor 2016 was de competitie gekend als Championnat LNA maar na de fusie van de organisator Ligue Nationale de Basket en de Fédération Suisse de Basketball vormde zij samen met Swiss Basketball en werd de competitie hernoemd naar Swiss Basketball League. De professionele competitie in Zwitserland is opgesplitst in twee competities de SBL en de Ligue Nationale B het tweede niveau.

## Teams
De volgende teams spelen in het seizoen 2022-2023 :
| Clubs                    |
| ------------------------ |
| BC Boncourt              |
| Fribourg Olympic Basket  |
| Lions de Genève          |
| Lugano Tigers            |
| BBC Monthey-Chablais     |
| BBC Nyon                 |
| SAM Basket Massagno      |
| Starwings Basel          |
| Swiss Central Basketball |
| Union Neuchâtel Basket   |
| Vevey Riviera Basket     |

## Prestaties per club
| Club                     | Kampioenen | Seizoenen |
| ------------------------ | ---------- | --- |
| Fribourg Olympic         | 21         | 1965–66, 1970–71, 1972–73, 1973–74, 1977–78, 1978–79, 1980–81, 1981–82, 1984–85, 1991–92, 1996–97, 1997–98, 1998–99, 2006–07, 2007–08, 2015–16, 2017–18, 2018–19, 2020–21, 2021–22, 2022–23, 2023-24 |
| Urania Genève            | 15         | 1933–34, 1937–38, 1940–41, 1941–42, 1942–43, 1943–44, 1945–46, 1946–47, 1947–48, 1948–49, 1957–58, 1958–59, 1963–64, 1964–65, 1966–67                                                                |
| Stade Français Genève    | 7          | 1949–50, 1959–60, 1961–62, 1967–68, 1968–69, 1969–70, 1971–72 |
| Jonction Basket          | 6          | 1951–52, 1952–53, 1953–54, 1954–55, 1955–56, 1956–57 |
| Lugano Tigers            | 5          | 2005–06, 2009–10, 2010–11, 2011–12, 2013–14 |
| Pully Basket             | 4          | 1985–86, 1986–87, 1988–89, 1989–90 |
| Servette BC              | 3          | 1932–33, 1934–35, 1935–36 |
| SP Federale              | 3          | 1974–75, 1975–76, 1976–77 |
| Pallacanestro Bellinzona | 3          | 1992–93, 1993–94, 1994–95 |
| Lugano Snakes            | 3          | 1999–00, 2000–01, 2001–02 |
| BBC Monthey              | 3          | 1995–96, 2004–05, 2016–17 |
| Sanas Merry Boys         | 2          | 1950–51, 1962–63 |
| Vevey Riviera Basket     | 2          | 1983–84, 1990–91 |
| BC Boncourt              | 2          | 2002–03, 2003–04 |
| Lions de Genève          | 2          | 2012–13, 2014–15 |
| Uni Bern                 | 1          | 1931–32 |
| Genève Basket            | 1          | 1936–37 |
| CAG Genève Basket        | 1          | 1945–46 |
| AS Viganello Basket      | 1          | 1979–80 |
| Nyon Basket              | 1          | 1982–83 |
| Champel Genève Basket    | 1          | 1987–88 |
| SAV Vacallo Basket       | 1          | 2008–09 |